# ATC S01 – Szemészeti készítmények
Az ATC S01 – Szemészeti készítmények a gyógyszerek anatómiai, gyógyászati és kémiai osztályozási rendszerének (ATC) egyik alcsoportja.
| ATC S   | Érzékszervek                         |
| ------- | ------------------------------------ |
| ATC S01 | Szemészeti készítmények              |
| ATC S02 | Fülészeti készítmények               |
| ATC S03 | Szemészeti és fülészeti készítmények |

## S01A Fertőzés elleni készítmények

### S01AA Antibiotikumok
| ATC     | Magyar                                     | INN                                        | Gyógyszerkönyv |
| ------- | ------------------------------------------ | ------------------------------------------ | --- |
| S01AA01 | Klóramfenikol                              | Chloramphenicol                            | Chloramphenicolum, Chloramphenicoli natrii succinas, Chloramphenicoli palmitas                                        |
| S01AA02 | Klórtetraciklin                            | Chlortetracycline                          | Chlortetracyclini hydrochloridum                                                                                      |
| S01AA03 | Neomicin                                   | Neomycin                                   | Neomycini sulfas |
| S01AA04 | Oxitetraciklin                             | Oxytetracycline                            | Oxytetracyclini hydrochloridum                                                                                        |
| S01AA05 | Tirotricin                                 | Tyrothricin                                | Tyrothricinum |
| S01AA07 | Framicetin                                 | Framycetin                                 | Framycetini sulfas |
| S01AA09 | Tetraciklin                                | Tetracycline                               | Tetracyclinum, Tetracyclini hydrochloridum                                                                            |
| S01AA10 | Natamicin                                  | Natamycin                                  | |
| S01AA11 | Gentamicin                                 | Gentamicin                                 | Gentamicini sulfas |
| S01AA12 | Tobramycin                                 | Tobramycin                                 | Tobramycinum |
| S01AA13 | Fuzidinsav                                 | Fusidic acid                               | Acidum fusidicum |
| S01AA14 | Benzilpenicillin                           | Benzylpenicillin                           | Benzylpenicillinum benzathinum, Benzylpenicillinum kalicum, Benzylpenicillinum natricum, Benzylpenicillinum procainum |
| S01AA15 | Dihidrostreptomicin                        | Dihydrostreptomycin                        | |
| S01AA16 | Rifamicine                                 | Rifamycine                                 | Rifamycinum natricum                                                                                                  |
| S01AA17 | Eritromicin                                | Erythromycin                               | Erythromycinum, Erythromycini estolas, Erythromycini ethylsuccinas, Erythromycini lactobionas, Erythromycini stearas  |
| S01AA18 | Polimixin B                                | Polymyxin B                                | Polymyxini B sulfas                                                                                                   |
| S01AA19 | Ampicillin                                 | Ampicillin                                 | Ampicillinum natricum Ampicillinum trihydricum                                                                        |
| S01AA20 | Antibiotikumok más szerekkel kombinációban | Antibiotikumok más szerekkel kombinációban | Antibiotikumok más szerekkel kombinációban                                                                            |
| S01AA21 | Amikacin                                   | Amikacin                                   | Amikacinum, Amikacini sulfas                                                                                          |
| S01AA22 | Mikronomicin                               | Micronomicin                               | |
| S01AA23 | Netilmicin                                 | Netilmicin                                 | Netilmicini sulfas |
| S01AA24 | Kanamicin                                  | Kanamycin                                  | Kanamycini monosulfas, Kanamycini sulfas acidus                                                                       |
| S01AA25 | Azidamfenikol                              | Azidamfenicol                              | |
| S01AA26 | Azitromicin                                | Azithromycin                               | Azithromycinum |
| S01AA27 | Cefuroxim                                  | Cefuroxime                                 | Cefuroximum axetili, Cefuroximum natricum                                                                             |
| S01AA30 | Különböző antibiotikumok kombinációban     | Különböző antibiotikumok kombinációban     | Különböző antibiotikumok kombinációban                                                                                |

### S01ABSzulfonamidok
| ATC     | Magyar         | INN            | Gyógyszerkönyv          |
| ------- | -------------- | -------------- | ----------------------- |
| S01AB01 | Szulfametizol  | Sulfamethizole | Sulfamethizolum         |
| S01AB02 | Szulfafurazol  | Sulfafurazole  | Sulfafurazolum          |
| S01AB03 | Szulfadicramid | Sulfadicramide |                         |
| S01AB04 | Szulfacetamid  | Sulfacetamide  | Sulfacetamidum natricum |
| S01AB05 | Szulfafenazol  | Sulfafenazol   |                         |

### S01ADVírusellenes szerek
| ATC     | Magyar      | INN          | Gyógyszerkönyv |
| ------- | ----------- | ------------ | -------------- |
| S01AD01 | Idoxuridin  | Idoxuridine  | Idoxuridinum   |
| S01AD02 | Trifluridin | Trifluridine |                |
| S01AD03 | Aciklovir   | Aciclovir    | Aciclovirum    |
| S01AD05 | Interferon  | Interferon   |                |
| S01AD06 | Vidarabin   | Vidarabine   |                |
| S01AD07 | Famciklovir | Famciclovir  |                |
| S01AD08 | Fomivirzen  | Fomivirsen   |                |
| S01AD09 | Ganciklovir | Ganciclovir  |                |

### S01AEFluorokinolonok
| ATC     | Magyar        | INN           | Gyógyszerkönyv                                 |
| ------- | ------------- | ------------- | ---------------------------------------------- |
| S01AE01 | Ofloxacin     | Ofloxacin     | Ofloxacinum                                    |
| S01AE02 | Norfloxacin   | Norfloxacin   | Norfloxacinum                                  |
| S01AE03 | Ciprofloxacin | Ciprofloxacin | Ciprofloxacinum, Ciprofloxacini hydrochloridum |
| S01AE04 | Lomefloxacin  | Lomefloxacin  |                                                |
| S01AE05 | Levofloxacin  | Levofloxacin  |                                                |
| S01AE06 | Gatifloxacin  | Gatifloxacin  |                                                |
| S01AE07 | Moxifloxacin  | Moxifloxacin  |                                                |
| S01AE08 | Bezifloxacin  | Besifloxacin  |                                                |

### S01AX Egyéb fertőzésellenes szerek
| ATC     | Magyar            | INN               | Gyógyszerkönyv                                                                           |
| ------- | ----------------- | ----------------- | ---------------------------------------------------------------------------------------- |
| S01AX01 | Higany-vegyületek | Mercury compounds |                                                                                          |
| S01AX02 | Ezüst-vegyületek  | Silver compounds  |                                                                                          |
| S01AX03 | Cink-vegyületek   | Zinc compounds    |                                                                                          |
| S01AX04 | Nitrofurál        | Nitrofural        | Nitrofuralum                                                                             |
| S01AX05 | Bibrocatol        | Bibrocathol       |                                                                                          |
| S01AX06 | Rezorcin          | Resorcinol        | Resorcinolum                                                                             |
| S01AX07 | Bórax             | Sodium borate     |                                                                                          |
| S01AX08 | Hexamidin         | Hexamidine        | Hexamidini diisetionas                                                                   |
| S01AX09 | Klórhexidin       | Chlorhexidine     | Chlorhexidini diacetas Chlorhexidini digluconatis solutio Chlorhexidini dihydrochloridum |
| S01AX10 | Nátrium-propionát | Sodium propionate | Natrii propionas                                                                         |
| S01AX14 | Dibróm-propamidin | Dibrompropamidine | Dibrompropamidini diisetionas                                                            |
| S01AX15 | Propamidin        | Propamidine       |                                                                                          |
| S01AX16 | Pikloxidin        | Picloxydine       |                                                                                          |
| S01AX18 | Povidon-jód       | Povidone-iodine   | Povidonum iodinatum                                                                      |

## S01B 	Gyulladásgátló szerek

### S01BAKortikoszteroidok önmagukban
| ATC     | Magyar               | INN                    | Gyógyszerkönyv |
| ------- | -------------------- | ---------------------- | --- |
| S01BA01 | Dexametazon          | Dexamethasone          | Dexamethasonum, Dexamethasoni acetas, Dexamethasoni isonicotinas, Dexamethasoni natrii phosphas                       |
| S01BA02 | Hidrokortizon        | Hydrocortisone         | Hydrocortisonum, Hydrocortisoni acetas, Hydrocortisoni hydrogenosuccinas                                              |
| S01BA03 | Kortizon             | Cortisone              | Cortisoni acetas |
| S01BA04 | Prednizolon          | Prednisolone           | Prednisolonum, Prednisoloni acetas, Prednisoloni natrii phosphas, Prednisoloni pivalas                                |
| S01BA05 | Triamcinolon         | Triamcinolone          | Triamcinolonum, Triamcinoloni acetonidum, Triamcinoloni hexacetonidum                                                 |
| S01BA06 | Betametazon          | Betamethasone          | Betamethasonum, Betamethasoni acetas, Betamethasoni dipropionas, Betamethasoni natrii phosphas, Betamethasoni valeras |
| S01BA07 | Fluorometolon        | Fluorometholone        | |
| S01BA08 | Medrizon             | Medrysone              | |
| S01BA09 | Klobetazon           | Clobetasone            | Clobetasoli propionas                                                                                                 |
| S01BA10 | Alklometazon         | Alclometasone          | |
| S01BA11 | Dezonid              | Desonide               | |
| S01BA12 | Formokortal          | Formocortal            | |
| S01BA13 | Rimexolon            | Rimexolone             | |
| S01BA14 | Loteprednol          | Loteprednol            | |
| S01BA15 | Fluocinolon acetonid | Fluocinolone acetonide | Fluocinoloni acetonidum                                                                                               |

### S01BBKortikoszteroidok és pupillatágítók kombinációban
| S01BB01 | Hidrokortizon és pupillatágítók | Hidrokortizon és pupillatágítók |
| S01BB02 | Prednizolon és pupillatágítók   | Prednizolon és pupillatágítók   |
| S01BB03 | Fluorometolon és pupillatágítók | Fluorometolon és pupillatágítók |
| S01BB04 | Betametazon és pupillatágítók   | Betametazon és pupillatágítók   |

### S01BC Nem szteroid gyulladásgátló szerek
| ATC     | Magyar        | INN             | Gyógyszerkönyv                              |
| ------- | ------------- | --------------- | ------------------------------------------- |
| S01BC01 | Indometacin   | Indometacin     | Indometacinum                               |
| S01BC02 | Oxifenbutazon | Oxyphenbutazone |                                             |
| S01BC03 | Diklofenák    | Diclofenac      | Diclofenacum kalicum, Diclofenacum natricum |
| S01BC04 | Flurbiprofen  | Flurbiprofen    | Flurbiprofenum                              |
| S01BC05 | Ketorolak     | Ketorolac       | Ketorolacum trometamolum                    |
| S01BC06 | Piroxikám     | Piroxicam       | Piroxicamum                                 |
| S01BC07 | Bendazak      | Bendazac        |                                             |
| S01BC08 | Szalicilsav   | Salicylic acid  | Acidum salicylicum                          |
| S01BC09 | Pranoprofen   | Pranoprofen     |                                             |
| S01BC10 | Nepafenak     | Nepafenac       |                                             |
| S01BC11 | Brómfenak     | Bromfenac       |                                             |

## S01C Gyulladásgátló és fertőzés elleni szerek kombinációi

### S01CA Kortikoszteroidok és fertőzés elleni szerek kombinációi
S01CA01 Dexametazon és fertőzés elleni szerek
S01CA02 Prednizolon és fertőzés elleni szerek
S01CA03 Hidrokortizon és fertőzés elleni szerek
S01CA04 Fluokortolon és fertőzés elleni szerek
S01CA05 Betametazon és fertőzés elleni szerek
S01CA06 Fludrokortizon és fertőzés elleni szerek
S01CA07 Fluorometolon és fertőzés elleni szerek
S01CA08 Metilprednizolon és fertőzés elleni szerek
S01CA09 Kloroprednizon és fertőzés elleni szerek
S01CA10 Fluocinolon-acetonid és fertőzés elleni szerek
S01CA11 Klobetazon és fertőzés elleni szerek

### S01CB Kortikoszteroidok, fertőzés elleni szerek és pupillatágítók kombinációi
S01CB01 Dexametazon
S01CB02 Prednizolon
S01CB03 Hidrokortizon
S01CB04 Betametazon
S01CB05 Fluorometolon

### S01CCNem szteroid gyulladásgátlók és fertőzés elleni szerek kombinációi
S01CC01 Diklofenák és fertőzés elleni szerek
S01CC02 Indometacin és fertőzés elleni szerek

## S01E 	Glaukoma elleni készítmények és pupillaszűkítők

### S01EA Szimpatomimetikumok a glaukoma terápiájában
| ATC     | Magyar                  | INN                     | Gyógyszerkönyv             |
| ------- | ----------------------- | ----------------------- | -------------------------- |
| S01EA01 | Adrenalin               | Epinephrine             | Adrenalini tartras         |
| S01EA02 | Dipivefrin              | Dipivefrine             | Dipivefrini hydrochloridum |
| S01EA03 | Apraklonidin            | Apraclonidine           |                            |
| S01EA04 | Klonidin                | Clonidine               | Clonidini hydrochloridum   |
| S01EA05 | Brimonidin              | Brimonidine             |                            |
| S01EA51 | Adrenalin kombinációban | Adrenalin kombinációban |                            |

### S01EB Paraszimpatomimetikumok
| ATC     | Magyar                   | INN                      | Gyógyszerkönyv                                |
| ------- | ------------------------ | ------------------------ | --------------------------------------------- |
| S01EB01 | Pilokarpin               | Pilocarpine              | Pilocarpini hydrochloridum                    |
| S01EB02 | Karbakol                 | Carbachol                | Carbacholum                                   |
| S01EB03 | Ekotiopát                | Ecothiopate              |                                               |
| S01EB04 | Demekárium               | Demecarium               |                                               |
| S01EB05 | Fizosztigmin             | Physostigmine            | Physostigmini salicylas, Physostigmini sulfas |
| S01EB06 | Neosztigmin              | Neostigmine              | Neostigmini bromidum, Neostigmini metilsulfas |
| S01EB07 | Fluostigmin              | Fluostigmine             |                                               |
| S01EB08 | Aceklidin                | Aceclidine               |                                               |
| S01EB09 | Acetilkolin              | Acetylcholine            | Acetylcholini chloridum                       |
| S01EB10 | Paraoxon                 | Paraoxon                 |                                               |
| S01EB51 | Pilokarpin kombinációban | Pilokarpin kombinációban |                                               |
| S01EB58 | Aceklidin kombinációban  | Aceklidin kombinációban  |                                               |

### S01ECKarboanhidráz gátlók
| ATC     | Magyar                    | INN                       | Gyógyszerkönyv |
| ------- | ------------------------- | ------------------------- | -------------- |
| S01EC01 | Acetazolamid              | Acetazolamide             | Acetazolamidum |
| S01EC02 | Diklofenamid              | Diclofenamide             |                |
| S01EC03 | Dorzolamid                | Dorzolamide               |                |
| S01EC04 | Brinzolamid               | Brinzolamide              |                |
| S01EC05 | Metazolamid               | Methazolamide             |                |
| S01EC54 | Brinzolamid kombinációban | Brinzolamid kombinációban |                |

### S01EDBéta-receptor blokkolók
| ATC     | Magyar                     | INN                        | Gyógyszerkönyv            |
| ------- | -------------------------- | -------------------------- | ------------------------- |
| S01ED01 | Timolol                    | Timolol                    | Timololi maleas           |
| S01ED02 | Betaxolol                  | Betaxolol                  | Betaxololi hydrochloridum |
| S01ED03 | Levobunolol                | Levobunolol                |                           |
| S01ED04 | Metipranolol               | Metipranolol               |                           |
| S01ED05 | Karteolol                  | Carteolol                  | Carteololi hydrochloridum |
| S01ED06 | Befunolol                  | Befunolol                  |                           |
| S01ED51 | Timolol kombinációban      | Timolol kombinációban      |                           |
| S01ED52 | Betaxolol kombinációban    | Betaxolol kombinációban    |                           |
| S01ED54 | Metipranolol kombinációban | Metipranolol kombinációban |                           |
| S01ED55 | Karteolol kombinációban    | Karteolol kombinációban    |                           |

### S01EE Prosztaglandin analógok
| ATC     | Magyar        | INN         | Gyógyszerkönyv |
| ------- | ------------- | ----------- | -------------- |
| S01EE01 | Latanoproszt  | Latanoprost |                |
| S01EE02 | Unoproszton   | Unoprostone |                |
| S01EE03 | Bimatoprosizt | Bimatoprost |                |
| S01EE04 | Travoprosizt  | Travoprost  |                |
| S01EE05 | Tafluproszt   | Tafluprost  |                |

### S01EX A glaukoma kezelésének egyéb gyógyszerei
| ATC     | Magyar     | INN          | Gyógyszerkönyv          |
| ------- | ---------- | ------------ | ----------------------- |
| S01EX01 | Guanetidin | Guanethidine | Guanethidini monosulfas |
| S01EX02 | Dapiprazol | Dapiprazole  |                         |

## S01F 	Pupillatágítók és sugárizom-bénító szerek

### S01FA Antikolinerg szerek
| ATC     | Magyar                      | INN                         | Gyógyszerkönyv                                                     |
| ------- | --------------------------- | --------------------------- | ------------------------------------------------------------------ |
| S01FA01 | Atropin                     | Atropine                    | Atropinum                                                          |
| S01FA02 | Szkopolamin                 | Scopolamine                 | Scopolaminum, Scopolamini butylbromidum, Scopolamini hydrobromidum |
| S01FA03 | Metilszkopolamin            | Methylscopolamine           |                                                                    |
| S01FA04 | Ciklopentolát               | Cyclopentolate              | Cyclopentolati hydrochloridum                                      |
| S01FA05 | Homatropin                  | Homatropine                 | Homatropini hydrobromidum, Homatropini methylbromidum              |
| S01FA06 | Tropikamid                  | Tropicamide                 | Tropicamidum                                                       |
| S01FA54 | Ciklopentolát kombinációban | Ciklopentolát kombinációban |                                                                    |
| S01FA56 | Tropikamid kombinációban    | Tropikamid kombinációban    |                                                                    |

### S01FB Szimpatomimetikumok, kivéve a glaukóma elleni készítményeket
| ATC     | Magyar     | INN           | Gyógyszerkönyv                                                                       |
| ------- | ---------- | ------------- | ------------------------------------------------------------------------------------ |
| S01FB01 | Fenilefrin | Phenylephrine | Phenylephrinum, Phenylephrini hydrochloridum                                         |
| S01FB02 | Efedrin    | Ephedrine     | Ephedrinum hemihydricum, Ephedrini hydrochloridum, Ephedrini racemici hydrochloridum |
| S01FB03 | Ibopamin   | Ibopamine     |                                                                                      |

## S01G 	Lokális oedema-csökkentők és antiallergikumok

### S01GA 	Lokális oedema-csökkentőként alkalmazott szimpatomimetikumok
| ATC     | Magyar                    | INN                       | Gyógyszerkönyv                               |
| ------- | ------------------------- | ------------------------- | -------------------------------------------- |
| S01GA01 | Nafazolin                 | Naphazoline               | Naphazolini hydrochloridum                   |
| S01GA02 | Tetrizolin                | Tetryzoline               | Tetryzolini hydrochloridum                   |
| S01GA03 | Xilometazolin             | Xylometazoline            | Xylometazolini hydrochloridum                |
| S01GA04 | Oximetazolin              | Oxymetazoline             | Oxymetazolini hydrochloridum                 |
| S01GA05 | Fenilefrin                | Phenylephrine             | Phenylephrinum, Phenylephrini hydrochloridum |
| S01GA06 | Oxedrin                   | Oxedrine                  |                                              |
| S01GA51 | Nafazolin kombinációk     | Nafazolin kombinációk     |                                              |
| S01GA52 | Tetrizolin kombinációk    | Tetrizolin kombinációk    |                                              |
| S01GA53 | Xilometazolin kombinációk | Xilometazolin kombinációk |                                              |
| S01GA55 | Fenilefrin kombinációk    | Fenilefrin kombinációk    |                                              |
| S01GA56 | Oxedrin kombinációk       | Oxedrin kombinációk       |                                              |

### S01GX Egyéb antiallergikumok
| ATC     | Magyar                       | INN                          | Gyógyszerkönyv               |
| ------- | ---------------------------- | ---------------------------- | ---------------------------- |
| S01GX01 | Kromoglicinsav               | Cromoglicic acid             |                              |
| S01GX02 | Levokabasztin                | Levocabastine                | Levocabastini hydrochloridum |
| S01GX03 | Spaglumsav                   | Spaglumic acid               |                              |
| S01GX04 | Nedokromil                   | Nedocromil                   |                              |
| S01GX05 | Lodoxamid                    | Lodoxamide                   |                              |
| S01GX06 | Emedasztin                   | Emedastine                   | Emedastini difumaras         |
| S01GX07 | Azelasztin                   | Azelastine                   | Azelastini hydrochloridum    |
| S01GX08 | Ketotifén                    | Ketotifen                    | Ketotifeni hydrogenofumaras  |
| S01GX09 | Olopatadin                   | Olopatadine                  |                              |
| S01GX10 | Epinasztin                   | Epinastine                   |                              |
| S01GX11 | Alkaftadin                   | Alcaftadine                  |                              |
| S01GX51 | Kromoglicinsav kombinációban | Kromoglicinsav kombinációban |                              |

## S01H 	Helyi érzéstelenítők

### S01HA 	Helyi érzéstelenítők
| ATC     | Magyar        | INN            | Gyógyszerkönyv                       |
| ------- | ------------- | -------------- | ------------------------------------ |
| S01HA01 | Kokain        | Cocaine        | Cocaini hydrochloridum               |
| S01HA02 | Oxibuprokain  | Oxybuprocaine  | Oxybuprocaini hydrochloridum         |
| S01HA03 | Tetrakain     | Tetracaine     | Tetracaini hydrochloridum            |
| S01HA04 | Proximetakain | Proxymetacaine |                                      |
| S01HA05 | Prokain       | Procaine       | Procaini hydrochloridum              |
| S01HA06 | Cinkokain     | Cinchocaine    | Cinchocaini hydrochloridum           |
| S01HA07 | Lidokain      | Lidocaine      | Lidocainum, Lidocaini hydrochloridum |
| S01HA30 | Kombinációk   | Kombinációk    |                                      |

## S01J 	Diagnosztikumok

### S01JASzínezőanyagok
| ATC     | Magyar                     | INN                        | Gyógyszerkönyv         |
| ------- | -------------------------- | -------------------------- | ---------------------- |
| S01JA01 | Fluoreszcein               | Fluorescein                | Fluoresceinum natricum |
| S01JA02 | Bengálrózsaszín nátrium    | Rose bengal sodium         |                        |
| S01JA51 | Fluoreszcein kombinációban | Fluoreszcein kombinációban |                        |

## S01K Sebészeti segédanyagok

### S01KAViszkoelasztikus anyagok
| ATC     | Magyar                    | INN                       | Gyógyszerkönyv                       |
| ------- | ------------------------- | ------------------------- | ------------------------------------ |
| S01KA01 | Hialuronsav               | Hyaluronic acid           |                                      |
| S01KA02 | Hipromellóz               | Hypromellose              | Hypromellosum, Hypromellosi phthalas |
| S01KA51 | Hialuronsav kombinációban | Hialuronsav kombinációban |                                      |

### S01KXSebészeti segédanyagok
| ATC     | Magyar       | INN          | Gyógyszerkönyv |
| ------- | ------------ | ------------ | -------------- |
| S01KX01 | Kimotripszin | Chymotrypsin | Chymotrypsinum |

## S01L A szem érbetegségei elleni szerek

### S01LA Érképződés elleni szerek
| ATC     | Magyar      | INN         | Gyógyszerkönyv |
| ------- | ----------- | ----------- | -------------- |
| S01LA01 | Verteporfin | Verteporfin |                |
| S01LA02 | Anekortáv   | Anecortave  |                |
| S01LA03 | Pegaptanib  | Pegaptanib  |                |
| S01LA04 | Ranibizumab | Ranibizumab |                |
| S01LA05 | Aflibercept | Aflibercept |                |

## S01X 	Egyéb szemészeti készítmények

### S01XA 	Egyéb szemészeti készítmények
| ATC     | Magyar                                              | INN                                                 | Gyógyszerkönyv                                      |
| ------- | --------------------------------------------------- | --------------------------------------------------- | --------------------------------------------------- |
| S01XA01 | Guaiazulen                                          | Guaiazulen                                          |                                                     |
| S01XA02 | Retinol                                             | Retinol                                             |                                                     |
| S01XA03 | Nátrium-klorid, hypertonic                          | Sodium chloride, hypertonic                         | Natrii chloridum                                    |
| S01XA04 | Kálium-jodid                                        | Potassium iodide                                    | Kalii iodidum                                       |
| S01XA05 | Nátrium edetát                                      | Sodium edetate                                      |                                                     |
| S01XA06 | Etilmorfin                                          | Ethylmorphine                                       | Ethylmorphini hydrochloridum                        |
| S01XA07 | Alum                                                | Alum                                                |                                                     |
| S01XA08 | Acetilcisztein                                      | Acetylcysteine                                      | Acetylcysteinum                                     |
| S01XA09 | Jodoheparinát                                       | Iodoheparinate                                      |                                                     |
| S01XA10 | Inozin                                              | Inosine                                             | myo-Inositolum                                      |
| S01XA11 | Nandrolon                                           | Nandrolone                                          | Nandroloni decanoas                                 |
| S01XA12 | Dexpantenol                                         | Dexpanthenol                                        | Dexpanthenolum                                      |
| S01XA13 | Altepláz                                            | Alteplase                                           | Alteplasum ad iniectabile                           |
| S01XA14 | Heparin                                             | Heparin                                             | Heparinum calcicum, Heparinum natricum              |
| S01XA15 | Aszkorbinsav                                        | Ascorbic acid                                       | Acidum ascorbicum                                   |
| S01XA18 | Ciklosporin                                         | Ciclosporin                                         | Ciclosporinum                                       |
| S01XA19 | Limbal stems cells, autologous                      | Limbal stems cells, autologous                      | Limbal stems cells, autologous                      |
| S01XA20 | Artificial tears and other indifferent preparations | Artificial tears and other indifferent preparations | Artificial tears and other indifferent preparations |
| S01XA21 | Merkaptamin                                         | Mercaptamine                                        |                                                     |
| S01XA22 | Okriplazmin                                         | Ocriplasmin                                         |                                                     |